# Малайский язык
Мала́йский язык (самоназвание: Bahasa Melayu / بهاس ملايو) — один из австронезийских языков (малайско-полинезийская ветвь, западная «подветвь»). В 1970—1990 годах в Малайзии использовалось также название малайзи́йский язы́к.
Распространён на острове Суматра, Малаккском полуострове, в прибрежных районах острова Калимантан, а также на ряде более мелких островов.
Письменность на основе латинского алфавита в Малайзии, в Брунее письменность на основе арабского алфавита (джави).

## Происхождение
Историки-лингвисты, изучающие малайский язык, сходятся во мнении, что родина малайцев находится на западном Борнео и простирается до брунейского побережья. Прамалайский, предок всех ибан-малайских языков, принесли на Борнео по крайней мере к 1000 году до н. э., а его предок, прамалайско-полинезийский язык, потомок праавстронезийского языка, начал распадаться по крайней мере к 2000 году до н. э., возможно, в результате продвижения на юг австронезийских народов с острова Тайвань.

## История
Начиная с раннего Средневековья, малайский язык использовался как язык межэтнического общения и межгосударственных связей на всей территории проживания малайской «прибрежной цивилизации» (Малайский архипелаг, Малаккский полуостров, побережье Индокитая и Новой Гвинеи); малайский был языком распространения ислама и христианства. На малайском языке существует богатая литература различных жанров — как местная, так и переводная.
Первые памятники малайского языка — надписи на камнях на островах Суматра и Бангка (VII век); письмо слоговое южноиндийского типа (см. индийское письмо). Сильно изменённые формы индийского письма под названием «каганга» и «ренчонг» сохранились в отдельных районах Суматры.
С XIV века вместе с исламом распространяется видоизменённое арабское письмо «джави». С XIX века широко внедряется латиница — в Индонезии она была кодифицирована в начале XX века, а в Малайзии и Сингапуре — после 1957 года.
В Малайзии в 1969 году было введено название «малайзийский язык» (Bahasa Malaysia), однако, начиная с 1990-х годов происходит возврат к старому названию — «малайский язык» (Bahasa Melayu).
Среди известных лингвистов, специализирующихся на малайском языке в Малайзии, можно отметить Асмах Хаджи Омар и Абдуллу Хассана.

## Статус
Малайский язык является государственным в Малайзии, Брунее (официальное название брунейский малайский), Сингапуре (в Сингапуре наряду с английским, севернокитайским и тамильским), а также в Индонезии, где он называется индонезийский язык (Bahasa Indonesia) и имеет некоторые отличия от языка, используемого в Малайзии. В 1972 году была введена единая система письма на основе латиницы и сближены правила орфографии.

## Лингвистическая характеристика

### Словообразование
Малайский — агглютинативный язык. Различают 3 основных способа словообразования: аффиксация; образование сложных слов путём сложения основ и редупликация.
Прибавлением к основе слова различных аффиксов можно создать почти неограниченное количество отдельных понятий, например: ajar («учить») — belajar («изучать»), pelajar («ученик»), pengajar («учитель»), pengajaran («урок»), pembelajaran («обучение») и т. д. Кроме суффиксов и префиксов, для малайского характерны также циркумфиксы и инфиксы.

### Существительное
Малайские существительные не различаются по родам — даже большинство существительных, обозначающих людей, может быть использовано по отношению ко всем людям вне зависимости от их пола. Малайское местоимение dia может быть означать как «он», так и «она». Впрочем, имеются редкие исключения, например: puteri («принцесса») и putera («принц») — главным образом, это заимствованные слова.
Малайские существительные также не имеют и числа. Множественное число может быть выражено простой редупликацией основы. Впрочем, если множественность понятна из контекста, то редупликация не используется. Редупликация имеет также и словообразовательную функцию, например, kupu-kupu («бабочка»), что не даёт основания считать все подобные слова множественным числом и создаёт некоторые трудности.

## Различия между малайским и индонезийским
Несмотря на общее происхождение (многие ученые считают индонезийский не самостоятельным языком, а диалектом малайского, см. Проблема язык или диалект), между ними имеется немало различий.
Различия в современной орфографии малайского и индонезийского незначительны, к тому же орфографическая реформа индонезийского языка во второй половине XX века сблизила индонезийскую орфографию с малайской. Так, слово «деньги» будет писаться как wang в малайском и как uang — в индонезийском. Различия в произношении гораздо более значительны; впрочем, произношение зависит более от региона, нежели обусловлено границей между этими двумя языками.
Лексические различия между языками более значительны и охватывают ныне не только заимствования из разных языков (индонезийский испытал довольно сильное влияние нидерландского языка, а малайский — английского), но и особую лексику, а также большие расхождения в семантике одних и тех же слов. Таким образом, малайским словам kualiti, kuantiti, majoriti, minoriti, universiti соответствуют индонезийские kualitas, kuantitas, mayoritas, minoritas и universitas. Слово «автомобиль» на малайском — kereta, а на индонезийском — mobil, oto; в то время как слово kereta означает в индонезийском «поезд». Среди других примеров можно привести (рус. — мал. — индон.): «рождество» — Krismas — Natal (заимствовано из португальского языка); «экспорт» — eksport — ekspor; «больница» — hospital — rumah sakit; «июнь» — Jun — Juni; «март» — Mac — Maret; «паспорт» — passport — paspor и многие другие.
Некоторые слова, произносимые в обоих языках одинаково, могут иметь разное значение. Так, слово polisi означает «политика» на малайском и «полиция» на индонезийском, а слово polis — наоборот.
Особая лексика, особенно научные термины, сплошь и рядом разные (рус. — мал. — индон.): «международный» — antarabangsa — internasional; «Генеральная Ассамблея ООН» — Perhimpunan Agung BB — Majelis Umum PBB; «Совет Безопасности ООН» — Majlis Keselamatan BB — Dewan Keamanan PBB; «инженер» — jurutera — insinyur; «трактор» — jentarik — traktor; «самолёт» — kapal terbang — pesawat terbang; «танк» — kereta kebal — tank и т. д.
Весьма велики семантические различия одних и тех же слов: pantat (мал. — «женский половой орган»; индон. — «ягодицы»), punggung (мал. — «ягодицы»; индон. — «спина»), bisa (мал. — «яд»; индон. — «мочь»), anngota (мал. — «части тела»; индон. — «член партии» и т. п.), ahli (мал. — «член партии» и т. п.; индон. — «специалист») и т. п.